# Гранулёматоз Вегенера
Гранулемато́з Ве́генера (известен также как гранулемато́з с полиангии́том) — аутоиммунное гранулёматозное воспаление стенок сосудов (васкулит), захватывающее мелкие и средние кровеносные сосуды: капилляры, венулы, артериолы и артерии, с вовлечением верхних дыхательных путей, глаз, почек, лёгких и других органов. Относится к системным АНЦА-ассоциированным некротизирующим васкулитам.

## Общие сведения
Гранулёматоз Вегенера — тяжёлое быстро прогрессирующее заболевание. Без своевременно начатого лечения приводит к смертельному исходу в течение 6—12 мес. Подразделяется на две формы: локальную и генерализованную, которые по мнению ряда авторов являются стадиями заболевания.
При локальной форме поражаются ЛОР органы (90 % случаев) и глаза (10 % случаев) с развитием ринита, назофарингита, синусита, евстахиита, отита, склерита, эписклерита, а также увеита.
При генерализованной форме к вышеуказанным симптомам присоединяется поражение лёгких (80 % случаев) в виде легочного гранулёматозного васкулита, обычно заканчивающегося образованием лёгочных гранулём. Гранулёмы подвержены распаду с образованием каверн, что нередко сопровождается лёгочным кровотечением. У 2/3 пациентов наблюдается поражение почек в виде некротизирующего быстропрогрессирующего гломерулонефрита.
Достаточно часто гранулёматоз Вегенера протекает с развитием кожного васкулита у 40 % пациентов и поражения периферической нервной системы (15 %) с развитием асимметричной полинейропатии . У 5 % пациентов описан перикардит.
Заболевание чаще всего манифестирует с поражения верхних дыхательных путей и глаз. Поражение внутренних органов обычно наступают позже.

## Другие названия
В настоящее время американская школа ревматологии предлагает называть гранулёматоз Вегенера гранулёматозом с полиангиитом, чтобы избегать названия, поощряющего имя немецкого патолога Фридриха Вегенера, который был членом НСДАП и был причастен к военным преступлениям во времена Второй мировой войны.

## Эпидемиология
Гранулёматоз Вегенера поражает в равной степени как мужчин, так и женщин. Средний возраст заболевших составляет 40 лет.

## Клиническая картина

### Общие проявления
Заболевание начинается с общей слабости, пониженного аппетита и похудения. В последующем присоединяются лихорадка, артралгии и миалгии. Иногда выявляют симптомы реактивных артритов.

### Поражение глаз
При гранулёматозе Вегенера воспалительный процесс затрагивает в основном белочную и радужную оболочку глаз. Нередко развитие увеита, иридоциклита, эписклерита, склерита, приводящих к перфорации роговицы и слепоте. Возможно образование периорбитальной гранулёмы с развитием экзофтальма.

### Поражение верхних дыхательных путей, ротовой полости и органов слуха
Проявляется в виде упорного насморка с гнойно-геморрагическим отделяемым. В последующем развивается изъязвление слизистой оболочки. Возможна перфорация перегородки с развитием седловидной деформации носа. Помимо язвенно-некротического ринита возможно поражение трахеи, гортани, придаточных пазух носа, слуховых труб и ушей. Нередко возникновение язвенного стоматита. Иногда встречается резистентный к консервативному и хирургическому лечению мастоидит.

### Поражение кожи
Наблюдается кожный васкулит с язвенно-геморрагическими высыпаниями.

### Поражение нервной системы
Протекает в виде асимметричной полинейропатии.

### Поражение лёгких
В легких образуются гранулёмы, нередко распадающиеся, что приводит к кровохарканию и развитию дыхательной недостаточности. У 1/3 пациентов гранулёмы клинически ничем себя не проявляют. Возможно развитие плеврита, аускультативно проявляющегося шумом трения плевры. Также может наблюдаться выпотной плеврит .

### Поражение почек
Одной из излюбленных локализаций гранулёматоза Вегенера являются почечные клубочки. Возникающий гломерулонефрит проявляется гематурией, массивной протеинурией, нередко имеет быстро прогрессирующее течение и приводит к быстро нарастающей почечной недостаточности.

### Поражение оболочек сердца
Проявляется в виде различных видов перикардита. Поражение миокарда и эндокарда нехарактерно.

## Диагностика
У больных с развернутой клинической картиной диагноз обычно несложен, однако в связи с разнообразием форм и вариантов течения возникают трудности на ранних стадиях заболевания. Примерно 25 % больных в начальной стадии не имеют признаков поражения лёгких или почек.

### Классификационные критерии диагностики гранулёматоза Вегенера[12]
| Критерий                                                 | Определение                                                                                         |
| 1. Воспаление носа и полости рта                         | Язвы в полости рта. Гнойные или кровянистые выделения из полости носа                               |
| 2. Изменения при рентгенографическом исследовании лёгких | Узелки, инфильтраты или полости                                                                     |
| 3. Изменения мочи                                        | Микрогематурия (>5 эритроцитов в поле зрения) или скопления эритроцитов в осадке мочи               |
| 4. Биопсия                                               | Гранулёматозное воспаление в стенке артерии или в периваскулярном и экстраваскулярном пространствах |

При наличии двух и более критериев чувствительность постановки диагноза составляет 88%, а специфичность - 92% [ист. Американская коллегия ревматологов]. Для подтверждения диагноза определяют наличие в крови классических антинейтрофильных цитоплазматических антител (кАНЦА).

## Дифференциальная диагностика
С целью правильной диагностики следует исключить заболевания, также протекающие с лёгочно-почечным синдромом: микроскопическим полиангиитом, синдромом Чарга-Стросса, узелковым периартериитом, синдромом Гудпасчера, геморрагическим васкулитом, системной красной волчанкой; редко — стрептококковой пневмоней с гломерулонефритом. Также проводят дифференциальный диагноз с другими заболеваниями: лимфоидный гранулёматоз, ангиоцентрическая злокачественная лимфома, злокачественные опухоли, срединная гранулёма носа, саркоидоз, туберкулёз, бериллиоз, системные микозы, сифилис, проказа, СПИД и др. При преимущественно почечном течении дифференциальную диагностику проводят с идиопатическим быстропрогрессирующим гломерулонефритом.

## Лечение
Поскольку заболевание имеет аутоиммунный генез, препаратами выбора являются иммунодепрессанты: цитостатики в сочетании с глюкокортикоидами. Из цитостатиков хорошо себя зарекомендовал циклофосфамид в дозе 2 мг/кг/сут. При поражении почек дозу повышают до 3—5 мг/кг/сут. Глюкокортикоиды назначаются в эквивалентной преднизолону дозе 1 мг/кг/сут. Хорошие результаты показала пульс-терапия циклофосфамида в дозе 1000 мг. Определённые надежды возлагаются на антицитокиновую терапию.
Препараты: ритуксимаб.